# Christian Schulte
Christian Schulte, född den 17 augusti 1975 i Neuss, Tyskland, är en tysk landhockeyspelare.
Han tog OS-brons i herrarnas landhockeyturnering i samband med de olympiska landhockeytävlingarna 2004 i Aten.